# Ekatarina Velika
Ekatarina Velika ili EKV bila je jedna od najpoznatijih i najuspješnijih jugoslavenskih rock grupa.

## Povijest

### 1982. – 1985.: Katarina II
Grupa je nastala 1982. godine u Beogradu, kada su pjevač i gitarist grupe Šarlo akrobata, koja se malo prije toga raspala, Milan Mladenović i gitarist Dragomir Mihajlović Gagi osnovali sastav "Katarina II". Tijekom 1982. pridružuju im se Margita Stefanović Magi (klavijature) i Bojan Pečar (bas-gitara), a zatim i bubnjar Šarla Akrobate Ivan Vdović Vd. Početkom 1984. godine grupa je izdala svoj prvi album, Katarina II. Album je bio hvaljen od strane kritike, ali nije postigao veliki komercijalni uspjeh zbog svog kompleksnog, umjetničkog i introvertnog stila. Ubrzo nakon izlaska ovog albuma dolazi do promjene sastava grupe: Vd napušta grupu, a Gagi odlazi u vojsku. Na mjesto bubnjara dolazi Ivan Fece Firči, a Milan ostaje jedini gitarist. U ovom sastavu grupa započinje prvu jugoslavensku turneju. Početkom 1985., odmah po povratku iz vojske, Gagi napušta grupu. Kako je on imao licencu na ime "Katarina II", grupa je promijenila naziv u "Ekatarina Velika" (kasnije obično skraćivano na "EKV").

### 1985. – 1989.: Proboj i vrhunac popularnosti
1985. godine, grupa izdaje svoj drugi album, Ekatarina Velika. Na ovom albumu prisutna je promjena u zvuku grupe. Glazba je postala brža i energičnija, ali je zadržala osobine koje će biti karakteristika svih EKV albuma: suptilnost i osjećajnost same glazbe i poetični, introspektivni stihovi Milana Mladenovića. Javljaju se i prvi hitovi: "Oči boje meda", "Tattoo", "Modro i zeleno" i "Hodaj". Ovaj album predstavlja sve ono što Ekatarina Velika jest i čemu će dalje stremiti. Kao gosti na albumu pojavljuju se Massimo Savić i Tomo In Der Milen. Jedna od specifičnosti ovog albuma je pjesma I've Always Loved You, koja je prema članovima grupe najsloženija pjesma koju su do tad napisali.
Grupa 1986. godine izdaje album S' vetrom uz lice. Ovaj album bio je znatno uspješniji od prethodna dva te je donio veliki broj hitova: Budi sam na ulici, Ti si sav moj bol, Kao da je bilo nekad, Novac u rukama, Stvaran svet oko mene. Po mišljenju mnogih jedan od najboljih albuma. Kako je sam Mladenović rekao, album je kao zbirka pjesama i svaka od njih je različita po stilu i, napomenuvši da su pjesme koje je pisao na tom albumu iskrene, proživljene i bez kalkulacija, zatvorivši tako usta mnogim kritičarima koji nisu htjeli, a možda ni mogli shvatiti album.  Po izlasku albuma, grupu napušta Ivan Fece, a na njegovo mjesto dolazi Ivan Ranković Raka. Album je bio vrlo brižno produciran, s jakim naglaskom na klavijaturama i općenito vedrije atmosfere. Slijedila je uspješna turneja, dokumentirana na albumu EKV 1986 LIVE, izdanom 1987. godine.
Nakon ove turneje dolazi do još jedne promjene bubnjara — na mjesto Ivana Rankovića dolazi Srđan - Žika Todorović iz Discipline kičme, a 1987. godine izlazi album Ljubav. Novi producent, Australijanac Teodor Jani, donio je novi, agresivniji zvuk s mnogo većim naglaskom na gitarama. Album je donio pregršt hitova: "Zemlja", "Ljubav", "7 dana". Na ovom albumu stihovi već počinju odražavati atmosferu blage uznemirenosti, posebno u pjesmi "Tonemo", gdje su gotovo depresivni.
1989. godina donosi album Samo par godina za nas. Album je u početku bio pod oštrom kritikom zbog stilskog ponavljanja prethodnog albuma i jednostavnijih pjesama, što je protumačeno kao pokušaj komercijalizacije. Međutim, ovaj album ipak se razlikuje od svog prethodnika po znatno mračnijoj atmosferi. Dominiraju teme straha, nesreće te opći osjećaj da je propast blizu. Ipak, ovo razdoblje bilo je vrhunac popularnosti EKV. Pjesme "Krug", "Par godina za nas" i "Srce" postale su hitovi, a EKV je proglašena grupom godine po izboru časopisa Pop-Rock.

### 1990. – 1994: Opadanje i kraj
Početkom 1990. godine, grupu napušta Srđan Todorović, a na njegovo mjesto dolazi Marko Milivojević. Međutim, ubrzo nakon toga grupa je pretrpjela mnogo značajniju promjenu: basist Bojan Pečar, jedan od sastavnih članova tria koji je od 1982. godine istrajavao uz sve promjene bubnjara, preselio se u London. Ovaj događaj bio je šok za grupu i smatra se početkom njezina kraja.
1991. godine grupa izdaje album Dum dum, najmračnije EKV ostvarenje. Bas gitaru na albumu je odsvirao studijski i jazz basist Bata Božanić. Album je nastao u vrijeme raspada države u kojoj su članovi grupe živjeli i stvarali što se odrazilo i na ovoj ploči. 1993. grupa izdaje svoj posljednji album Neko nas posmatra s Dragišom Uskokovićem na bas-gitari. Album je predstavljao znatnu promjenu u zvuku, i donio je toplu, pop atmosferu.
U prvoj polovici 1994. godine EKV pauzira, dok Milan Mladenović odlazi u Brazil i ondje sa svojim prijateljem Mitrom Subotićem Subom i brazilskim glazbenicima snima album Angel's Breath koji će izaći 1995. godine. U ljeto se vraća u Srbiju, nakon čega je bilo planova o novom EKV albumu "Ponovo zajedno", ali do toga nikad nije došlo. Milan je otkrio da je obolio od raka pankreasa, a 5. studenog 1994. godine umro je u Beogradu. EKV prestala je postojati.

### Nakon raspada
1997. godine pojavljuje se album Live '88 sa snimkama s posljednja dva koncerta s turneje 1988. u Novom Sadu i Zagrebu. Tijekom 1998. izdavačka kuća EKV Records počinje ponovno objavljivati originalne studijske albume EKV-a s brojnim dodatnim pjesmama. Pojavljuje se i kompilacija Kao nada, kao govor, kao more.
1998. godine u Londonu od srčanog je udara umro Bojan Pečar, a 18. rujna 2002. godine u Beogradu je umrla Margita Stefanović. Prvobitni bubnjar Ivica Vdović umro je 1992. godine, i jedini je preživjeli član prvobitne postave Dragomir Mihajlović.

## Diskografija

### Studijski albumi
- Katarina II (RTV LJ, 1984.) - kao Katarina II
- Ekatarina Velika (RTV LJ, 1985.)
- S' vetrom uz lice (RTV LJ, 1986.)
- Ljubav (PGP-RTB, 1987.)
- Samo par godina za nas (PGP-RTB, 1989.)
- Dum dum (PGP-RTB, 1991.)
- Neko nas posmatra (PGP-RTS, 1993.)

### Albumi uživo
- 19LIVE86 (RTV LJ., 1987.)
- Live '88 (Global music, 1988.)
- Kao u snu: EKV Live '91. (EKV Records.)
- Iznad grada: Live, Sava Centar '93. (Mascom Records/Dancing Bear, 2015.)

### Kompilacije
- "Kao nada, kao govor, kao more" (PGP-RTS, 1998.)
- "Kao da je bilo nekad - posvećeno Milanu Mladenoviću" (Circle Records, 2002.)

## Suradnici
- Tanja Jovićević, bivši pozadinski vokal. Nikad nije bila službena članica sastava EKV, posljednjih godina bila itekako prisutna među njima.;[1] pjevačica sastava Oktobar 1864.

## Vanjske poveznice
- EKV internetske stranice
- EKV - Ekatarina Velika - On-Line  Arhivirana inačica izvorne stranice od 14. prosinca 2006. (Wayback Machine)